# Allan Sharpe
Allan Richard Sharpe, né en 1949 et mort le 5 juin 2004, est un acteur écossais à la télévision, directeur de théâtre et fondateur de sa compagnie.